# Achse (Architektur)

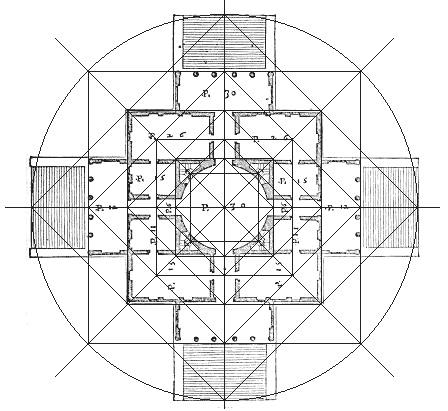
Axial aufgebauter Grundriss (La Rotonda)

Als Achse bezeichnet man in Architektur, Städtebau und Landschaftsarchitektur eine gedachte Gerade, die durch ein Gebäudeensemble, einen Baukörper, ein Bauteil oder raumbildende Grünstrukturen und Gewässer gezogen werden kann und als Gestaltungs- und Ordnungsmittel benutzt wird.

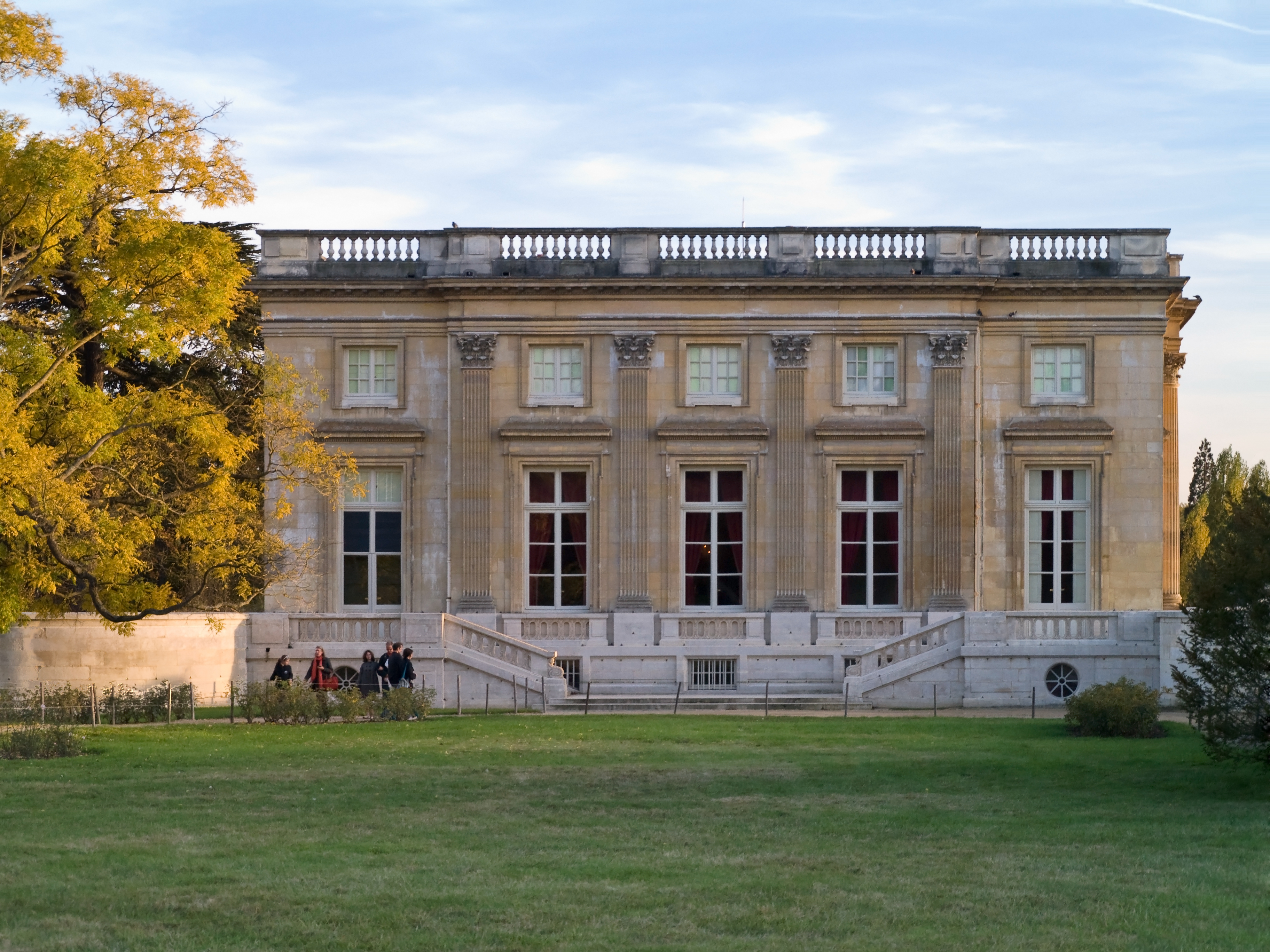
Das Petit Trianon wird durch fünf Fensterachsen gegliedert

Eine Vertikalachse gliedert zum Beispiel die Ansicht eines Gebäudes, seine Fassade in zwei Hälften.
Als Horizontalachse bezeichnet man Achsen, die im Grundriss zu erkennen sind, zum Beispiel die Längsachse und Querachse einer Kirche.
Wird ein Objekt symmetrisch geteilt, spricht man von einer Symmetrieachse.
Mit dem Begriff der Fensterachse wird die Anzahl der senkrecht gegliederten Fensteröffnungen eines Gebäudes beschrieben.
Auch in der planimetrischen Beschreibung von Erschließungen spricht man von Achsen (adj. axial), bei einem Richtungswechsel von Knickachsen (adj. knickachsig).

## Städtebau
Im Städtebau kann zwischen Strukturachsen und Gestaltachsen unterschieden werden.
Strukturachsen dienen vor allem der Anordnung von Baufeldern in der Stadt und bestimmen dadurch den Stadtkörper (zum Beispiel Cardo und Decumanus in der römischen Stadt bzw. das Hippodamisches System im antiken Griechenland); sie müssen nicht notwendigerweise gerade sein (vgl. die Bandstadtidee oder auch die Eixo Rodoviário in Brasília).

Gestaltachsen sind Teil des Stadtraums und weisen oft eine besondere architektonische Gestaltung auf, die sich auf die Straßenwände beziehen kann (zum Beispiel die Grand Rue in Richelieu), oder aber auf die Endpunkte der Achse, die points de vue. Hier spricht man auch von Sichtachsen, die den Blick auf bedeutende Bauwerke oder die Landschaft prägende Elemente lenken, wobei die Sichtachse nicht zugleich eine Bewegungsachse sein muss (aufgrund querender Wasserläufe oder aber größerer Höhenunterschiede wie beispielsweise beim Schloss und Bergpark in Kassel-Wilhelmshöhe).

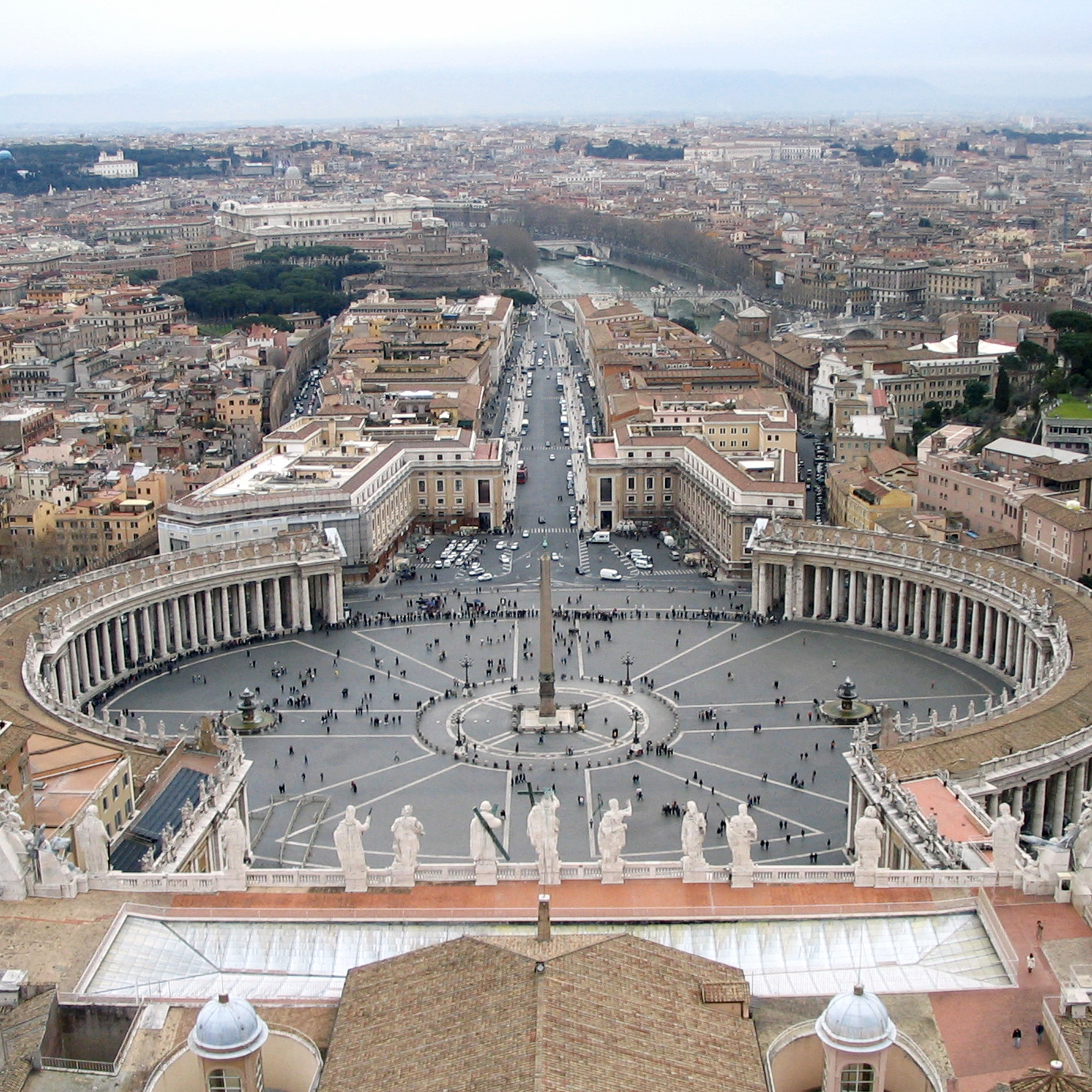
Städtebauliche Monumentalachse (Petersplatz mit anschließender Via della Conciliazione in Rom)

Eine besondere Form der Gestaltachse ist die Monumentalachse, also weite städtische Prachtstraßen, an der sich wichtige kommerzielle, kulturelle und/oder politisch-administrative Einrichtungen aufreihen und die auf ein imposantes Bauwerk oder Denkmal zulaufen. Sie ist oft Ausdruck eines besonderen politischen Machtanspruchs.
Beispiele für Monumentalachsen:
- Unter den Linden, Berlin
- Axe historique, Paris
- The Mall, London
- National Mall, Washington, D.C.
- Eixo Monumental, Brasilia

Gestaltachsen wurden im Städtebau des späten 19. und frühen 20. Jahrhunderts häufig auch in bereits bestehenden Stadtstrukturen eingefügt. Diese städtebaulichen Schneisen dienten zumeist der Neustrukturierung von Verkehrswegen und der Modernisierung der Gebäudesubstanz; beides unmittelbare Folgen der Industrialisierung und der damit verbundenen Bedeutungssteigerung des Boden- und Wohnungsmarkts. Beispiele hierfür sind die Transformation von Paris unter Haussmann (zum Beispiel Avenue de l’Opéra), aber auch verhältnismäßig kleinere Straßendurchbrüche wie die Kaiser-Wilhelm-Straße in Berlin (heute Karl-Liebknecht-Straße) oder die Pařížská (Pariser Straße) in Prag.